# Trois Musiciens (Vélasquez)
Ne doit pas être confondu avec Trois Musiciens (Picasso).
Trois Musiciens ou Les Musiciens est une huile sur toile de Diego Velázquez, probablement l'une de ses premières œuvres. Elle se trouvait au XIXe siècle en Irlande dans la collection La Touche, puis passe à Londres et arrive à Berlin en 1906 au Kaiser Friedrich Museum. Elle est conservée à la Gemäldegalerie de cette ville. Quatre anciennes copies de mauvaise qualité sont connues, l'une d'elles appartient à une collection privée de Barcelone.

## Histoire
Les Trois musiciens apparaissent en première position du catalogue de López-Rey, ils furent ajoutés au corpus d’œuvres de Vélasquez par Aureliano Beruete en 1906, lorsque la toile fut vendue aux enchères à Londres et acquise par le musée berlinois. Les traits du plus jeune rappellent effectivement des personnages semblables d'autres œuvres de la première période de Vélasquez, bien que dans ce cas ils soient plus durs à cause du traitement de la couleur, qui est comme sculptée dans la masse avec une spatule. Seule la partie intensément éclairée est traitée par des touches blanches légères essentiellement en haut du front du personnage qui regarde le spectateur, l'invitant à intégrer le groupe de musiciens et de buveurs. Il n'existe aucune indication comme quoi ce serait lui le « villageois » qui, d'après les dires de Francisco Pacheco, servait de modèle à Vélasquez durant sa période d'apprentissage, mais il n'existe aucune indication qui dirait le contraire.
L'intuition de Beruete, suivie par la majeure partie de la critique, semble avoir été confirmée par les études radiographiques qui ont révélé des repentis sur le personnage central de la composition, et qui affectent particulièrement le vêtement qui fut entièrement repeint en noir, perdant son gris mat initial. D'autre part, sous la tête d'un homme jeune de profil du musée de l'Ermitage, une autre tête a été révélée par radiographie et est étroitement liée au personnage central de la toile berlinoise.

## Description
La toile s'inscrit dans le genre que Pacheco nomme « personnages ridicules avec sujets variés et laids pour provoquer le rire ». Deux hommes avec des instruments de musique chantent pendant qu'un troisième, plus jeune, portant une viole sous le bras et un verre de vin à la main, attire l'attention du spectateur par son sourire burlesque qui montre au spectateur que c'est le vin qui inspire les musiciens. Sur son dos, un singe, avec une poire à la main, souligne le caractère grotesque de la scène. Le titre donné par Pacheco à la toile « bodegón » renforce ce sentiment : le terme signifie en espagnol à la fois nature morte et taverne, et cette seconde acceptation semble en accord avec le morceau de pain sur une serviette, le verre de vin et le fromage planté d'un couteau qui figurent en premier plan et dont Vélasquez se servit pour réaliser une étude des différentes textures. La lumière intense et dirigée projetée depuis la gauche des personnages qui provoque des effets de clairs-obscurs.

## Influences
Jonathan Brown a remis en question ce qui pour beaucoup étaient des influences du Caravage – choix des thèmes, traitement formel – et mettant en avant la difficulté de trouver des œuvres de ce peintre à Séville à cette époque. Il conclut que les influences les plus importantes furent flamandes – au travers d'estampes – et italiennes par le biais de collections sévillanes comme celles de duc d'Alcalá, bien que sa collection de peintures napolitaines – et notamment les philosophes de José de Ribera – n'arriva à Séville qu'à partir de 1632. Le duc, propriétaire de quelques natures mortes de Vélasquez était également en possession de « pittura ridicola » italiennes mais qui étaient plus liées à Vincenzo Campi qu'au Caravage, et certaines des toiles de sa collection y arrivèrent alors que Vélasquez avait déjà quitté Séville (« bouffon qui mange tout » de Diego de Rómulo Cincinnato). La peinture satirique était, dans tous les cas, un genre commun en Italie et aux Pays-Bas, attestée très tôt en Espagne, par exemple par la toile « bodegón de tienda » peint par Juan Esteban en 1606.
Vélasquez connaissait l’œuvre du Caravage au moins de manière indirecte, au travers d’œuvres de ce genre et de ses copies. C'est particulièrement notable dans le cas de Trois musiciens qui présente une ressemblance avec les joueurs de carte (Kimbell Art Museum) peinte en 1594 par le Caravage. Le modelé et les vêtements du musicien à droite dénotent également l'influence de Luis Tristán, qui avait voyagé en Italie et pratiquait un clair-obscur personnel. La réputation du Caravage et de sa méthode de travail d'après nature était probablement arrivée jusqu'à Séville et avait pu stimuler Vélasquez, créant certains parallèles formels entre les deux peintres sans pour autant remettre en cause la profonde indépendance de Vélasquez par rapport au maître Italien et à ses suiveurs.